# .za
.za là tên miền Internet cấp cao nhất dành cho quốc gia (ccTLD) Nam Phi, Được quản lý bởi ZADNA.
Đây chính là tên miền mở rộng Internet chính thức và thuộc chủ quyền của Chính phủ Cộng hòa Nam Phi. Đúng ra, tên miền của Nam Phi phải là SA (South Africa) chứ không phải là ZA như hiện nay. Có vài cách giải thích cho việc sử dụng ZA:
- ZA là viết tắt của hai từ Zulu Africa (Zulu là dân tộc lớn nhất tại Nam Phi).
- ZA là viết tắt của từ tiếng Hà Lan Zuid-Afrika vì tiếng Hà Lan là ngôn ngữ chính của Nam Phi trước khi được thay bằng tiếng Afrikaans năm 1925, 65 năm trước khi.za ra đời.
- Tên miền .sa đã được sử dụng bởi Ả Rập Xê Út.

### Các tên miền cấp 2
- ac.za
- city.za
- co.za
- edu.za
- gov.za
- law.za
- mil.za
- nom.za
- org.za
- school.za

## Liên kết
- whois của IANA về.za Lưu trữ ngày 11 tháng 6 năm 2006 tại Wayback Machine
- ZADNA
- đăng ký tên miền.co.za
- Website của Công ty Bưu Điện Lớn Nhất Cộng Hòa Nam Phi Telkom
- Website của công ty điện thoại di động lớn nhất Cộng Hòa Nam Phi Vodacom